# Danielle Bradbery
Danielle Simone Bradbery (Houston, 23 luglio 1996) è una cantante statunitense.Vincitrice della quarta edizione di The Voice, è la persona più giovane al mondo ad ever vinto un'edizione del format. Nella sua carriera ha pubblicato 2 album.

## Biografia
Nata a Houston (Texas) nel 1996, è cresciuta a Cypress.
Nel 2013 ha partecipato alla quarta stagione del talent show statunitense The Voice, entrando a far parte del team di Blake Shelton dopo aver cantato Mean di Taylor Swift durante le blind auditions. Bradberry è riuscita a vincere la competizione, diventando la persona più giovane di sempre a vincere un'edizione dello show in tutto il mondo. Molte delle cover proposte nello show, una volta pubblicate negli stores digitali, sono entrate nella top 10 di iTunes USA. Nel giorno immediatamente successivo alla vittoria a The Voice, Danielle firma un contratto con la Big Machine Records.
Nel novembre dello stesso anno ha pubblicato il suo primo album in studio, l'eponimo Danielle Bradbery. Il disco, anticipato dal singolo The Heart of Dixie, è stato prodotto da Dann Huff e Brett James ed è stato pubblicato dall'etichetta Big Machine Records. Il disco è anticipato dal singolo di debutto di Bradberry, The Heart of Dixie, e la sua promozione è continuata anche nel 2014 con il brano Young in America. In quel periodo, Bradberry esegue varie importanti performance, tra cui una dell'inno nazionale americano prima di una gara di Formula 1. L'album vende 139 000 copie in USA. Sempre durante la promozione del disco, l'artista fa da opening act per i tour di artisti come Brad Paisley, Hunter Hayes e Scotty McCreery.
Nell'agosto 2015 ha pubblicato il singolo Friend Zone, che tuttavia non è stato inserito in alcun album. Sempre nel 2015 apre un tour di Miranda Lambert ed il joint tour di Brett Eldredge e Thomas Rhet. Il 2 giugno 2017, dopo 1 anno di pausa, pubblica il singolo Sway, che anticipa l'uscita del suo secondo album. Il suo secondo disco I Don't Believe We've Met viene pubblicato il 1º dicembre 2017. Nel 2018 Bradberry apre nuovamente i concerti di Thomas Rhett, mentre nel 2019 svolge la stessa attività per Kane Brown. Sempre tra 2018 e 2019, Bradberry ha realizzato varie cover di brani noti.
Nel 2019, Bradberry realizza il brano Blackout per la colonna sonora del film Charlie's Angels e pubblica il brano inedito Make You Mine, in collaborazione con PUBLIC. Nel 2020 pubblica il singolo Never Have I Ever.

## Stile e ispirazioni musicali
Bradberry cita Taylor Swift, Miranda Lambert, Carrie Underwood e Martina McBride come le sue maggiori fonti d'ispirazione.

## Discografia

### Album in studio
- 2013 – Danielle Bradbery
- 2017 – I Don't Believe We've Met

### Singoli
- 2013 – The Heart of Dixie
- 2014 – Young in America
- 2015 – Friend Zone
- 2017 – Sway
- 2018 – Worth It
- 2018 – Goodbye Summer (feat. Thomas Rhett)
- 2020 – Never Have I Ever
- 2021 – Stop Draggin' Your Boots
- 2022 – A Special Place